# Michele Italico
Michele Italico (in greco Mιχαὴλ Ἰταλικός?; fl. XII secolo) è stato uno storico e retore bizantino, vissuto nel XII secolo, insegnante presso la scuola patriarcale di Costantinopoli insieme ad altri dotti quali Niceforo Basilace ed Eustazio di Tessalonica. Fu eletto nel 1142 metropolita di Filippopoli (oggi Plovdiv, Bulgaria).

## Biografia
Era probabilmente di origine italiana, almeno per quanto riguarda la sua famiglia, e conosceva il latino. Fu legato alla famiglia imperiale dei Comneni e inizialmente all'imperatrice Irene Ducas o Ducaina, che lo fece nominare "professore di medicina" ( διδάσκαλος τῶν ἰατρῶν ) e alla quale pronunciò, su sua richiesta, un discorso di lode improvvisato (λόγος αὐτοσχέδιος) alla presenza di tutta la sua famiglia e in particolare del figlio Niceforo Brienio, al quale sono indirizzate anche tre delle sue lettere. I suoi legami con la cerchia raccolta attorno all'imperatrice sono attestati anche dal suo lamento funebre per Andronico Comneno (secondo figlio di Irene e Alessio I), morto intorno al 1130. Nell'Elogio dell'imperatore Giovanni II Comneno (1138), la sua opera retorica più brillante, allude alla sua posizione nel conflitto che divise la dinastia regnante dopo la morte di Alessio I, lamentandosi di essere stato diffamato da adulatori, sebbene non neghi di non aver sostenuto pienamente l'imperatore in passato prima di evocare con commozione il ricordo di Irene. Una delle sue lettere è indirizzata all'imperatore Giovanni II Comneno, due al megadonatore o comandante in capo dell'esercito imperiale Giovanni Axuch, altre al logoteta di Dromo e ad altri alti funzionari. C'è anche una lettera ad Adriano (in religione, Giovanni Comneno, figlio del sebastocratore Isacco Comneno (duca di Antiochia), che fu arcivescovo di Ocrida, e una lettera di risposta ad Alessio (Briennio) Comneno, figlio maggiore di Niceforo Briennio e Anna Comneno, che lo aveva consultato sul significato della parola ὁμαίμων .
La sua carriera si svolse interamente nella Chiesa: appartenne al clero della Basilica di Santa Sofia e occupò successivamente le tre cattedre principali della Scuola Patriarcale: didascal o professore di Salmi, poi didascal degli Apostoli (incarico che ricoprì nel 1138, al tempo dell'Elogio di Giovanni II) e infine didascal dei Vangeli (incarico che iniziò il 27 dicembre 1142). Quanto al suo ruolo meno prestigioso di professore o insegnante di medicina, non è chiaro dove lo esercitò, forse presso l'ospedale del monastero di Cosmidion, anche se è più probabile che fosse presso il monastero di Cristo Pantocratore. Dava anche lezioni private e tra i suoi studenti più illustri c'era Teodoro Pródromo .
Nella Lettera a Giovanni II ringraziò l'imperatore per una missione non specificata a Roma. Si tratta forse del "filosofo greco", membro della delegazione bizantina che incontrò papa Innocenzo II e l'imperatore Lotario II a Castel Lagopesole, presso Melfi, nel luglio del 1137. Questo filosofo si oppose fermamente al monaco Pietro Diacono. La sua nomina a vescovo metropolita di Filippopoli avvenne dopo due elogi funebri pronunciati nel 1143: quello dell'imperatore Manuele I Comneno, succeduto al padre l'8 aprile (tornò a Costantinopoli il 27 giugno e fu incoronato il 28 novembre), e quello del patriarca Michele II Curcuas, eletto il 17 luglio. I due particolari noti del suo episcopato sono, in primo luogo, il modo in cui accolse il re Corrado III di Hohenstaufen in una crociata nel 1147 e riuscì a convincerlo al punto di scagionarlo da ogni saccheggio della sua città (episodio narrato da Aniceto di Konya); e un conflitto con un sacerdote della sua diocesi di nome Kampsorymes che fece ricorso contro la sua destituzione sotto il pontificato del patriarca Nicola IV Muzalon (un episodio raccontato da Teodoro Balsamon). 
Nel sinodo tenutosi a Costantinopoli il 12 maggio 1157, l'allora metropolita di Filippopoli si chiamava Teodoro, quindi Michele Italico morì prima di lui.

## Opere
Le opere conservatesi fino a noi sono composte da quarantacinque testi: lettere, discorsi solenni, monodie, ecc. Il manoscritto principale e unico per gran parte di queste opere è Baroccianus 131 nella Bodleian Library, Oxford (integrato da Bononiensis 2412 a Bologna, e più secondariamente da Scorialensis Y-II-10 nel monastero di San Lorenzo de El Escorial, Parigi. gr. 2872 e Sinait. gr. 482). I testi di Barocc. 131 sono stati originariamente pubblicati in forma anonima nella Anecdota græca di John Anthony Cramer, e l'autore è stato chiaramente identificato sulla base dei testi di Maximilian Treu. Michele Italico, uno dei bizantini più saggi del suo tempo, si definiva "filosofo" e voleva essere l'erede di Michele Psello, sebbene la sua opera conservata sia essenzialmente di natura retorica.

## Edizioni
- Paul Gautier, Michel Italikos: lettres et discours, Parigi, 1972.